# 1008
| [ Edytuj tabelę ]              |                                              |
| Książę Polski                  | - 992 Bolesław I Chrobry 1025                |
| Król Angkoru                   | - 1002 Dżajawirawarman 1010                  |
| Król Anglii                    | - 978 Ethelred II Bezradny 1016              |
| Hrabia Aragonii i król Nawarry | - 1000 Sancho III Wielki 1035                |
| Hrabia Barcelony               | - 992 Rajmund Borrell 1017                   |
| Książę Bawarii                 | - 1005 Henryk V 1026                         |
| Książę Burgundii               | - 1004 Rudolf III 1016                       |
| Cesarz Bizancjum               | - 976 Bazyli II Bułgarobójca 1025            |
| Car Bułgarii                   | - 976 Samuel Komitopul 1014                  |
| Cesarz Chin                    | - 997 Song Zhenzong 1022                     |
| Książę Czech                   | - 1004 Jaromir 1012                          |
| Król Danii                     | - 987 Swen Widłobrody 1014                   |
| Władca Egiptu                  | - 996 Al-Hakim bi-Amr Allah 1021             |
| Król Francji                   | - 996 Robert II Pobożny 1031                 |
| Król Gruzji                    | - 1001 Bagrat III 1014                       |
| Hrabia Holandii                | - 993 Dirk III 1039                          |
| Król Irlandii                  | - 1002 Brian Śmiały 1014                     |
| Cesarz Japonii                 | - 986 Ichijō 1011                            |
| Kalif                          | - 991 Al-Kadir 1031                          |
| Hrabia Kastylii                | - 995 Sancho I Garcia 1017                   |
| Król Kastylii                  | - 1000 Sancho III 1035                       |
| Wielki książę Kijowa           | - 978 Włodzimierz I Wielki 1015              |
| Patriarcha Konstantynopola     | - 999 Sergiusz II 1019                       |
| Władca Korei                   | - 997 Mokjong 1009                           |
| Król Leónu                     | - 999 Alfons V 1028                          |
| Król Norwegii                  | - 999 Swen Widłobrody 1015                   |
| Hrabia Palatynatu              | - 994 Ezzon 1034                             |
| Papież                         | - 1003 Jan XVIII 1009                        |
| Hrabia Portugalii              | - 999 Mendo II 1008 - 1008 Alvito Nunes 1015 |
| Książę Saksonii                | - 973 Bernard I 1011                         |
| Król Szkocji                   | - 1005 Malcolm II 1034                       |
| Król Szwecji                   | - 995 Olof Skötkonung 1022                   |
| Doża Wenecji                   | - 991 Pietro II Oseolo 1009                  |
| Król Węgier                    | - 1000 Stefan I Święty 1038                  |
| Cesarz Wietnamu                | - 1005 Lê Long Đĩnh 1009                     |

Rok 1008 / MVIII
stulecia: X wiek ~
XI wiek ~
XII wiek

lata: 998 «
1003 «
1004 «
1005 «
1006 «
1007 «
1008
» 1009
» 1010
» 1011
» 1012
» 1013
» 1018

## Wydarzenia w Polsce
- Misjonarz Bruno z Kwerfurtu przybył na dwór Bolesława Chrobrego.

## Wydarzenia na świecie
- Olaf Skötkonung, pierwszy król szwedzki, przyjął chrzest.
- W poniedziałek wielkanocny [29 marca] w biały dzień widziano gwiazdę na niebie[1]  "Był to najjaśniejszy znany wybuch supernowej; egipski astrolog Ali ibn Ridwan pisał, że była jasna jak księżyc w pierwszej kwadrze; była widoczna za dnia przez ponad tydzień."

## Urodzili się
- 4 maja – Henryk I, król Francji (zm. 1060)
- data dzienna nieznana: 
  - Go-Ichijō (jap. 後一条天皇), 68 cesarz Japonii (zm. 1038)
  - Al-Muizz ibn Badis (arab. المعز بن باديس), piąty władca z dynastii Zirydów w Ifrikiji w latach 1016-1062 (zm. 1062)

## Zmarli
- 8 lutego – Kazan (jap. 花山天皇), 65 cesarz Japonii (ur. 968)
- 20 listopada – Godfryd I Bretoński, książę Bretanii od 992 r. (ur. 980)
- data dzienna nieznana: 
  - Aimoin, francuski kronikarz (ur. 950)
  - Al-Hamadani, arabski pisarz (ur. 967)
  - Poppon, pierwszy biskup krakowski (ur. ?)